# شون ساتو
شون ساتو (انگلیسی: Shun Sato؛ زادهٔ ۶ مارس ۱۹۹۷) بازیکن فوتبال اهل ژاپن است.